# بيرانغر إيتوا
بيرانغر إيتوا، لاعب كرة قدم كونغولي لعب سابقاً مع نادي الشعلة السعودي .

## روابط خارجية
- بيرانغر إيتوا على موقع قاعدة بيانات كرة القدم.إي يو (الإنجليزية)
- بيرانغر إيتوا على موقع ناشيونال فوتبول تيمز (الإنجليزية)
- بيرانغر إيتوا على موقع Soccerway.com (الإنجليزية)